# Metriochroa celidota
Metriochroa celidota är en fjärilsart som beskrevs av Bradley 1965. Metriochroa celidota ingår i släktet Metriochroa och familjen styltmalar.
Artens utbredningsområde är Uganda. Inga underarter finns listade i Catalogue of Life.